# Isogloss
En isogloss (klassisk grekiska ἴσος ísos "lika, liknande" samt γλῶσσα glōssa "språk, tunga") är en geografisk gräns för språkliga fenomen. Ett exempel är Skåne och södra Småland där man talar med tungrots-r, medan man talar med tungspets-r i norra Småland. En isogloss kan alltså dras däremellan. Isoglosser kan liksom variabler skilja sig fonetiskt, morfologiskt, syntaktiskt och lexikalt. När många isoglosser kan dras på samma ställe kallas det dialektgräns.